# Церковь Рождества Христова (Филатово)
Храм Рождества Христова — православный храм Истринского благочиния Московской епархии, расположенный в деревне Филатово Истринского района Московской области.
История церкви в разных источниках изложена различно: на сайте Московской епархии датой строительства указан 1750 год, на сайте Храмы России — 1778 год, как домовая церковь при усадьбе Думашевичей, перестроенная и расширенная в стиле классицизма (были пристроены трапезная и двухъярусная колокольня) в 1810-х годах. Сайт Истринского благочиния содержит более подробные сведения: в 1704 году владельцем Филатово Косьмой Думашевым была построена деревянная церковь на Рождественском погосте. Существует мнение, что Рождественский погост не соответствует нынешнему Филатово и деревня была лишь приписана к приходу Рождественской церкви, существовавшей издавна, уничтоженной в Смутное время и в 1704 году возрождённой вновь.
В середине XVIII века (1750, или 1778 год) камердинер Матвей Иванович Воронов, тогдашний владелец села, построил каменную, домовую церковь, в стиле барокко, приписанную к деревянной на Рождественском погосте. В 1808 году (по другим данным — в 1810 году) церковь на погосте сгорела, впоследствии так и не была возобновлена и в 1817 году Филатовский храм стал приходским. При этом была разобрана старая колокольня, стоявшая над трапезной, и пристроена новая, у западного входа, храм стал просторнее и принял очертания стиля классицизма. В 1880-х годах фасады были украшены эклектичным лепным декором.
В июле 1936 года с церкви был снят колокол, 15 февраля 1938 года в церкви состоялось последнее богослужение, в ту же ночь был арестован настоятель Алексий Петрович Смирнов, 28 февраля 1938 года расстрелянный на Бутовском полигоне. Вскоре были разрушены колокольня, церковная паперть и трапезная — кирпич использовали при строительстве скотного двора, от церкви остался только остов главной части. 4 июня 2009 года состоялась первая служба возобновляемого храма — ещё в церковном дворе. На 2013 год церковь в процессе реставрации.